# Mogok (kommun)
Mogoke är en kommun i Myanmar.   Den ligger i regionen Mandalayregionen, i den centrala delen av landet, 400 km norr om huvudstaden Naypyidaw. Antalet invånare är 191 775.